# 厳礪
厳 礪（げん れい、生年不詳 - 809年）は、唐代の軍人・官僚。字は元明。本貫は梓州塩亭県。

## 経歴
厳震の一族の人であった。その性格は落ち着きがなく騒がしく、奸計が多かった。口先が巧みなことで軍にあり、官を歴任して山南東道節度都虞候・興州刺史となり、監察御史を兼ねた。貞元15年（799年）、厳震が死去すると、厳礪は権知興元府事をつとめた。厳震の遺表により厳礪の才は委任に堪えると推薦されていた。7月、厳礪は興元尹に抜擢され、御史大夫を兼ね、山南西道節度支度営田観察使をつとめることとなった。徳宗の詔が下ると、諫官や御史たちは厳礪に対する人事が不適当であるとみなした。この日、諫議大夫・給事中・補闕・拾遺たちは門下省で協議して、厳礪の経歴が浅く、人望も少なく、節度使をつとめさせるのには適切でないとの意見が多数であった。しかしその人事は撤回されず、かえって左拾遺の李繁が播州参軍に、諫議大夫の苗拯が万州刺史に左遷された。
貞元16年（800年）、厳礪は監軍の意を受けて、通州別駕の崔河図を誣告する上奏をおこない、崔河図は崖州に配流され、死を賜った。元和元年（806年）、厳礪は東川節度使の李康や神策軍行営節度使の高崇文や神策軍兵馬使の李元奕らとともに劉闢の乱の征討にあたった。2月に剣州を、3月に梓州を奪回した。6月、石碑谷で劉闢を破った。9月、神泉で劉闢を破った。梓州刺史・剣南東川節度使に転じた。
厳礪は節度使の位にあって貪欲かつ残酷であり、士民はその搾取に苦しめられた。厳礪はもともと鳳州刺史の馬勛を憎んでいたことから、かれを誣告して賀州司戸参軍に左遷させた。
元和4年（809年）3月、厳礪は死去した。司空の位を追贈された。のちに御史の元稹が両川按察使をつとめると、厳礪が在任中に不正に財産を蓄えた罪を弾劾した。憲宗の命によりその財産を没収したものの、すでに厳礪が死去していたことから、その罪を赦された。

## 伝記資料
- 『旧唐書』巻117 列伝第67
- 『新唐書』巻158 列伝第83